# Bigotera loca

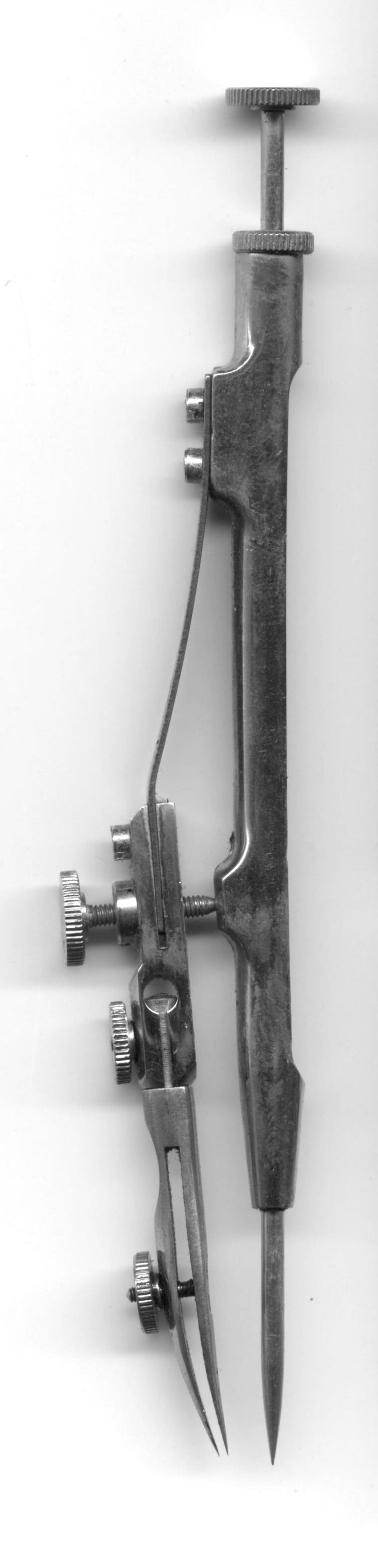
Bigotera loca

Una bigotera loca o balustrín es un tipo de compás que se utiliza para dibujar círculos muy pequeños con tinta china, empleando un tiralíneas. El intervalo de radios que abarca está comprendido entre alrededor de 0,1 mm hasta 15 mm y el grosor de línea podía ajustarse entre aproximadamente 0,1mm x 20mm y 1,0mm x 20mm.
Se trata de un utensilio de dibujo técnico habitual en el utillaje clásico de delineación.

## Denominación
El nombre original en alemán nullenzirkel (literalmente "compás nulo"), hace referencia a su utilización para dibujar círculos muy pequeños. En español, la denominación bigotera loca se refiere a que se trata de un compás ajustable mediante un tornillo (una bigotera propiamente dicha), cuyo brazo giratorio debe pivotar libremente impulsado por un golpe suave (de ahí el adjetivo de "loca") para dibujar círculos.

## Historia

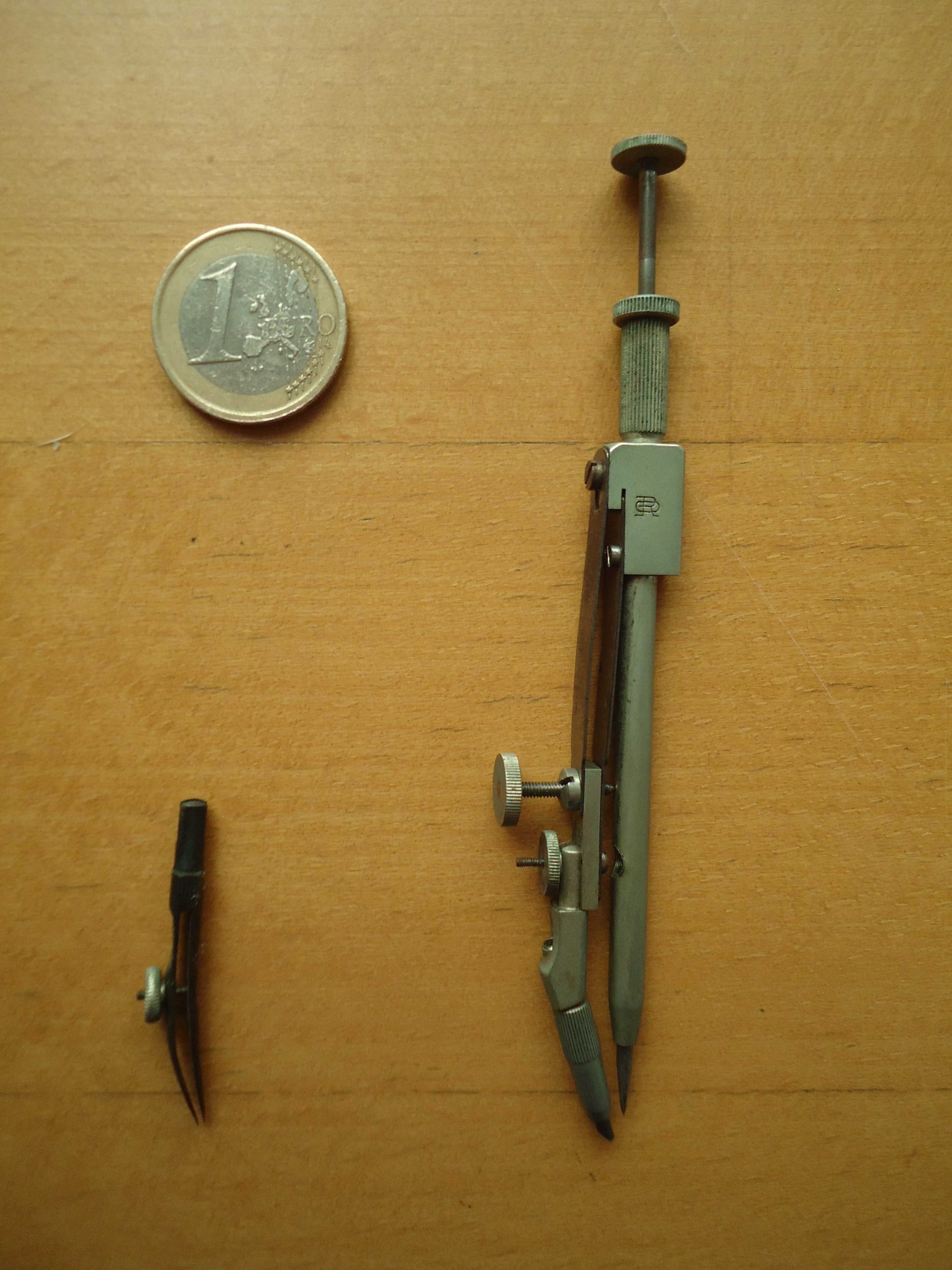
Bigotera loca

Fue inventada en 1874 por el alemán Emil Oskar Richter y registrada en la Oficina Real de Patentes de Sajonia. Su empresa, E. O. Richter & Co., radicada en la ciudad de Chemnitz, suministraba este instrumento tanto de forma individual como integrado en cajas con diversas configuraciones de compases.
Su uso quedó relegado con la aparición del dibujo asistido por computadora, aunque sigue siendo de utilidad para la corrección de planos y dibujos ya trazados.

## Utilización
La función de este útil de dibujo es el de trazar círculos muy pequeños (de menos de 1 cm de radio) con tinta china. Hasta que fue inventado, era prácticamente imposible dibujar este tipo de círculos completos de radios pequeños con los compases disponibles hasta entonces, debiéndose trazar a mano alzada. Su modo de utilización es sencillo, pero requiere considerable práctica y habilidad para obtener buenos resultados: se ceba el tiralíneas con una pequeña cantidad de tinta; se regula el radio del círculo con el tornillo; y se sitúa la aguja del brazo fijo sobre el centro del círculo a rotular, presionándolo con el dedo índice de una mano. A continuación se le daba un golpe suave al brazo móvil con el dedo índice de la otra mano, de forma que describiese al menos un círculo completo.
El resultado obtenido depende tanto de la habilidad del delineante como del buen estado del material utilizado, puesto que si la punta del tiralíneas no desliza con suavidad sobre el papel, es probable que el círculo no quede correctamente trazado.